# Paul Douglas
Paul Douglas (anglès: Paul Howard Douglas)  (Salem, 26 de març de 1892 - Washington DC, 24 de setembre de 1976) va ser un economista i polític nord-americà.
Membre del Partit Demòcrata, va servir com a senador dels Estats Units d'Illinois durant divuit anys, de 1949 a 1967. Durant la seva carrera al Senat, va ser un membre destacat de la coalició liberal.

## Biografia
Douglas va néixer el 26 de març de 1892 a Salem, Massachusetts, fill d'Annie (Smith) i James Howard Douglas. Va viure diversos anys de la seva infància i adolescència a Maine, al costat del seu germà i de la segona esposa del seu pare, pel fet que va perdre la seva mare a molt curta edat i després el seu pare va ser protagonista de maltractament domèstic i després d'una sentència de divorci, la família se'n va apartar.
Paul Douglas va obtenir la seva llicenciatura del Bowdoin College el 1913. A la Universitat de Colúmbia va obtenir el seu mestratge el 1915 i el seu doctorat en Economia el 1921. A més entre 1915 i 1916 havia estudiat Ciències Econòmiques a la Universitat Harvard.
Va ser professor de la Universitat d'Illinois entre 1916 i 1917 i l'any següent, de l'Oregon's Reed College, a Seattle. Fins al 1919 va servir com a mediador de conflictes laborals a Pennsilvània, a l'Emergency Fleet Corporation. Després va ser professor de la Universitat de Washington i a partir de 1920 professor de la Universitat de Chicago, on va treballar fins a 1942 i entre 1945 i 1949. En 1921, va conèixer a la reformadora social Jane Addams i a partir d'allà va desenvolupar activitats polítiques, advocant al començament per la necessitat d'un nou partit polític. En 1928, juntament amb el matemàtic Charles Cobb, van formular la funció de producció Cobb-Douglas.
En 1915, va contreure matrimoni amb Dorothy Wolff, també doctorada de Columbia, amb qui va estar casat fins a 1930. En 1931 es va casar amb Emily Taft Douglas, activista política que va ser representant a la Cambra entre 1945 i 1947.
En 1939 Douglas va ser triat integrant del Consell Municipal de Chicago. En 1942 es va unir a la Marina i va combatre en la II Guerra Mundial, durant la qual va ser condecorat pel seu acompliment en les batalles de Peleliu i Okinawa.
El 1948 va ser elegit al Senat dels Estats Units pel Partit Demòcrata i va exercir com a senador per Illinois des de 1949 fins a 1966. El 1967 i 1968 va ser membre del Comitè presidencial d'Afers Urbans. Va ser col·laborador de diverses publicacions com American Economic Review, The New Republic, The Atlantic Monthly i The New York Times.

## Obres
- The Worker in Modern Economic Society (1923),
- Wages and the Family (1925),
- Real Wages in the United States, 1890-1926 (1930),
- The Problem of Unemployment (1931),
- The Making of a New Party (1932),
- Standards of Unemployment Insurance (1933),
- The Theory of Wages (1934),
- Controlling Depressions (1935),
- Social Security in the United States (1936),
- Ethics in Government (1952),
- Economy in the National Government (1952),
- In Our Time (1967),
- In the Fullness of Time (1971). Autobiografia